# Julius Wess
Julius Wess (5 dicembre 1934 – 8 agosto 2007) è stato un fisico austriaco.
Wess è ricordato come il co-inventore del modello di Wess–Zumino e modello di Wess-Zumino-Witten nel campo della supersimmetria. Ha ricevuto parecchi riconoscimenti come: la medaglia Max Planck, la medaglia Wigner, il premio Gottfried Wilhelm Leibniz e diverse lauree honoris causa.

## Pubblicazioni
- Julius Wess, Jonathan Bagger (dicembre 1983). Supersymmetry and Supergravity. Princeton Series in Physics. ISBN 0-691-08326-6 / 0-691-08556-0
- Julius Wess, Jonathan Bagger (marzo 1992). Supersymmetry and Supergravity: Revised and Expanded Edition. Princeton Series in Physics. ISBN 0-691-02530-4
- Articoli scientifici registrati su INSPIRE-HEP.[1]